# 7429 Hoshikawa
7429 Hoshikawa este un asteroid din centura principală de asteroizi.

## Descriere
7429 Hoshikawa este un asteroid din centura principală de asteroizi. A fost descoperit pe 24 decembrie 1992 la Okutama de Tsutomu Hioki și Shuji Hayakawa. Asteroidul prezintă o orbită caracterizată de o semiaxă mare de 2,86 ua, o excentricitate de 0,03 și o înclinație de 1,6° în raport cu ecliptica.